# Eishockey-Oberliga (1948–1958)
Die Eishockey-Oberliga war zwischen 1948 und 1958 die höchste Eishockey-Spielklasse in der Bundesrepublik Deutschland. Mit Einführung der Eishockey-Bundesliga wurde die Oberliga ab 1958 zur zweithöchsten Spielklasse. Seit 1994 ist die Deutsche Eishockey Liga höchste Spielklasse im deutschen Eishockey.

## Geschichte
Deutsche Meisterschaften im Eishockey werden seit 1912 ausgespielt, wobei diese in der Regel in Turnieren ausgetragen wurden. Nach dem Zweiten Weltkrieg wurde 1946/47 der Eishockey-Spielbetrieb in Deutschland wieder aufgenommen. 1947/48 organisierte die Deutsche Arbeitsgemeinschaft für Eissport (DAGE) die deutsche Meisterschaft erstmals im Liga-System. Dabei wurde eine Vorrunde in zwei regionalen Gruppen in Hin- und Rückrunde gespielt. Ursprünglich sollten die ersten beiden jeder Gruppe ein Finalturnier spielen, kurzfristig wurde die Runde jedoch auf sechs Mannschaften aufgestockt und ebenfalls als Hin- und Rückrunde gespielt wurde. Meister wurde der SC Riessersee.
In der Saison 1948/49 startete die Oberliga, die damit die erste deutschlandweite Sportliga wurde, auch wenn Mannschaften aus der sowjetischen Besatzungszone nicht teilnahmen. Die sechs Mannschaften der Finalrunde des Vorjahres waren automatisch qualifiziert, wobei der Krefelder EV verzichtete. Den sechsten Platz spielten vor der Saison die Landesmeister aus, wobei sich der Kölner EK qualifizierte. Erster Meister der Oberliga wurde der EV Füssen. Der EV Füssen, der zum ersten Mal deutscher Meister wurde, spielte vor bis zu 10.000 Zuschauern. Zur Folgesaison wurde die Liga auf acht Mannschaften aufgestockt; die Aufsteiger wurden erneut vor der Saison ausgespielt. Ausrichter war nun der im September aus der DAGE heraus gegründete Deutsche Eissport-Verband. Meister wurde der SC Riessersee, der damit seinen siebten deutschen Meistertitel gewann. Im entscheidenden Spiel am 4. März 1950 besiegte der SC Riessersee den EV Füssen mit 5:4.
In der Liga waren außer dem VfL Bad Nauheim aus Hessen nur Mannschaften aus Bayern und Nordrhein-Westfalen. Zur Saison 1950/51 wurde die Liga deswegen durch interessierte Meister der Landesligen auf zwölf Mannschaften aufgestockt, darunter der niedersächsische Meister WSV Braunlage, der HTHC Hamburg und der deutsche Rekordmeister Berliner SC. Die Liga wurde in drei regionalen Gruppen und einer Endrunde ausgespielt. Meister wurde zum einzigen Mal in dessen Geschichte Preussen Krefeld, die im entscheiden Spiel den EV Füssen vor 8000 Zuschauern schlugen. Bei den Preussen fiel der 21-jährige Gösta Johansson auf, der zwei Jahre später Weltmeister mit der schwedischen Nationalmannschaft wurde. Die norddeutschen Mannschaften erwiesen sich als zu schwach, so dass die Liga wieder auf acht Mannschaften verkleinert wurde. Der Modus regionaler Vorrunden blieb in der Saison 1951/52 jedoch erhalten. Diese Vorrundengruppen wurden allerdings wegen der Vorbereitung der deutschen Nationalmannschaft auf Olympia 1952 nicht zu Ende gespielt. Für die Endrunde qualifizierten sich sechs Mannschaften. Zwei Krefelder Mannschaften nahmen daran teil, ihre jeweils drei Spiele in Bayern spielten sie jeweils im Rahmen einer Bayern-Reise. Während Titelverteidiger Preussen auf der Reise den Meistertitel verspielte, konnte der Krefelder EV überraschend seine drei Spiele in Bayern gewinnen. Zum Ende der Runde waren der Krefelder EV und der SC Riessersee punktgleich, so dass die Meisterschaft in einem Entscheidungsspiel in Mannheim entschieden wurde. Dies gewann der Krefelder EV vor 10.000 Zuschauern mit 6:4.
Die Letztplatzierten der Vorrunde spielten im Herbst 1952 Relegationsspiele gegen die Landesligameister. Zur Saison 1952/53 kehrte man zu eingleisigen Oberliga zurück. Der EV Füssen gewinnt die Liga ohne Niederlage. Füssen wird zur dominierenden Mannschaft der Oberliga, alle restlichen Meistertitel der Oberliga gehen an die Mannschaft aus dem Allgäu. Größte Konkurrenten bleiben vorerst Riessersee und der Krefelder EV. 1954 steigt mit dem Mannheimer ERC erstmals eine Mannschaft aus Baden-Württemberg in die Oberliga auf, steigt aber nach einer Spielzeit wieder ab. 1956 musste wieder ein Entscheidungsspiel über die Meisterschaft entscheiden, Füssen und Riessersee waren zum Ende der Ligarunde punktgleich. Das in Bad Tölz ausgetragene Spiel gewann der EVF mit 4:2. Der Krefelder EV landete dagegen nur im Mittelfeld, nachdem sich der Krefelder Förderer Willi Münstermann zurückgezogen hatte.
Zur Saison 1956/57 wurde die Liga von acht auf elf Mannschaften aufgestockt. Es wurde eine Vorrunde in einer Gruppe West und einer Gruppe Süd – nur mit fünf bayerischen Mannschaften – ausgetragen; die Finalrunde wurde mit fünf Mannschaften ausgetragen. Im Westen setzten sich dabei Bad Nauheim und der inzwischen wieder aufgestiegene Mannheimer ERC durch; in der Finalrunde fielen sie aber im Vergleich mit den bayerischen Mannschaften deutlich ab. Der Modus der regionalen Vorrunden wurde für die letzte Oberliga-Saison 1957/58 beibehalten, allerdings mit zwölf Mannschaften und sechs Mannschaften in der Finalrunde. Auch hier dominierten wieder die bayerischen Clubs, hinter Füssen und Riessersee hatte sich der EC Bad Tölz als dritte Kraft etabliert. Für die Mannschaften, die sich nicht für die Finalrunde qualifiziert hatten, wurde die DEV-Pokal-Runde kreiert, in der diese Mannschaften die Platzierungen 7 bis 12 ausspielten. Preussen Krefeld konnte sich den Titel DEV-Pokal-Sieger sichern.
1958 kehrte die Liga zum eingleisigen Modus mit acht Mannschaften zurück und änderte ihren Namen: Als erste Sportliga überhaupt verwendete sie fortan den Namen Bundesliga. Der Name Oberliga blieb erhalten und wurde für die erste bundesweite zweite Spielklasse verwendet.

## Meister
| Saison  | Meister          |
| ------- | ---------------- |
| 1948/49 | EV Füssen        |
| 1949/50 | SC Riessersee    |
| 1950/51 | Preussen Krefeld |
| 1951/52 | Krefelder EV     |
| 1952/53 | EV Füssen        |
| 1953/54 | EV Füssen        |
| 1954/55 | EV Füssen        |
| 1955/56 | EV Füssen        |
| 1956/57 | EV Füssen        |
| 1957/58 | EV Füssen        |

## Mannschaften und Platzierungen
| Mannschaft/Saison | 48 49 | 49 50 | 50 51 | 51 52 | 52 53 | 53 54 | 54 55 | 55 56 | 56 57 | 57 58 |
| ----------------- | ----- | ----- | ----- | ----- | ----- | ----- | ----- | ----- | ----- | ----- |
| HC Augsburg       | 5     | 8     |       |       |       |       |       |       |       |       |
| Berliner SC       |       |       | N4    |       |       |       |       |       |       |       |
| WSV Braunlage     |       |       | N3    |       |       |       |       |       |       |       |
| Düsseldorfer EG   |       |       | N1    | N4    | 7     | 8     |       | 7     | W3    | 6     |
| EV Füssen         | 1     | 3     | 2     | 4     | 1     | 1     | 1     | 1     | 1     | 1     |
| HTHC Hamburg      |       |       | N2    |       |       |       |       |       |       |       |
| ESV Kaufbeuren    |       |       |       |       |       |       |       |       | S5    | 9     |
| Kölner EK         | 6     | 5     | W4    |       |       |       |       |       | W5    | 12    |
| Krefelder EV      |       | 6     | 5     | 1     | 3     | 2     | 2     | 5     | W4    | 5     |
| Preussen Krefeld  | 2     | 2     | 1     | 5     | 6     | 4     | 6     | 6     | W6    | 7     |
| EV Landshut       |       |       |       |       |       |       |       |       |       | 10    |
| Mannheimer ERC    |       |       |       |       |       |       | 8     |       | 4     | 4     |
| VfL Bad Nauheim   | 4     | 4     | 4     | 3     | 5     | 6     | 5     | 4     | 5     | 8     |
| SC Riessersee     | 3     | 1     | 3     | 2     | 2     | 5     | 3     | 2     | 2     | 2     |
| EV Rosenheim      |       |       |       | S4    | 8     |       |       |       |       |       |
| EV Tegernsee      |       | 7     | S4    |       |       |       |       |       |       |       |
| EC Bad Tölz       |       |       | S3    | 6     | 4     | 3     | 4     | 3     | 3     | 3     |
| SC Weßling        |       |       |       |       |       | 7     | 7     | 8     | S4    | 11    |

Klein geschrieben: Platzierung in der regionalen Vorrunde: S = Süd, W = West, N = Nord